# Collegio di Wimbledon
Wimbledon è un collegio elettorale situato nella Grande Londra, e rappresentato alla Camera dei comuni del Parlamento del Regno Unito. Elegge un membro del parlamento con il sistema first-past-the-post, ossia maggioritario a turno unico; l'attuale parlamentare è Paul Kohler, eletto con i Liberal Democratici nel 2024.

## Estensione

Il collegio di Wimbledon dal 2010 al 2024

- 1885-1918: la divisione sessionale di Croydon eccetto il distretto di Metropolis, le parrocchie di Caterham, Chelsham, Farley, Warlingham, Merton e Wimbledon, la parte del borgo parlamentare di Deptford che era nel Surrey, e l'area dei borgo parlamentare di Battersea and Clapham, Camberwell, Lambeth, Newington, Southwark e Wandsworth.
- 1918-1950: il borgo municipale di Wimbledon, e il distretto urbano di Merton e Morden.
- 1950-1955: i borgo municipale di Wimbledon e Malden and Coombe.
- 1955-1974: il borgo municipale di Wimbledon.
- 1974-1983: i ward del borgo londinese di Merton di Cannon Hill, Priory, West Barnes, Wimbledon East, Wimbledon North, Wimbledon South e Wimbledon West.
- 1983-2010: i ward del borgo londinese di Merton di Abbey, Cannon Hill, Dundonald, Durnsford, Hillside, Merton Park, Raynes Park, Trinity, Village e West Barnes.
- 2010-2024: come sopra, ad eccezione del ward di Durnsford e con in più il ward di Wimbledon Park.
- dal 2024: i ward del borgo londinese di Kingston upon Thames di Old Malden e St. James e i ward del borgo londinese di Merton di Abbey; Hillside; Merton Park; Raynes Park; Village; Wandle; West Barnes; Wimbledon Park e Wimbledon Town and Dundonald.[1]

## Membri del parlamento
| Elezione | Elezione               | Deputato        | Partito             |
| -------- | ---------------------- | --------------- | ------------------- |
|          | 1885                   | Cosmo Bonsor    | Conservatore        |
| 1900     | Eric Hambro            |                 | Conservatore        |
| 1907 (S) | Henry Chaplin          |                 | Conservatore        |
| 1916 (S) | Stuart Coats           |                 | Conservatore        |
| 1918     | Joseph Hood            |                 | Conservatore        |
| 1924     | John Power             |                 | Conservatore        |
|          | 1945                   | Arthur Palmer   | Laburista           |
|          | 1950                   | Cyril Black     | Conservatore        |
| 1970     | Michael Havers         |                 | Conservatore        |
| 1987     | Charles Goodson-Wickes |                 | Conservatore        |
|          | 1997                   | Roger Casale    | Laburista           |
|          | 2005                   | Stephen Hammond | Conservatore        |
|          | Set 2019               | Stephen Hammond | Indipendente        |
|          | Ott 2019               | Stephen Hammond | Conservatore        |
|          | 2024                   | Paul Kohler     | Liberal Democratici |

## Elezioni

### Elezioni negli anni 2020
| Partito                    | Partito                                         | Candidato                  | Risultati 4 luglio 2024 | Risultati 4 luglio 2024 |
| Partito                    | Partito                                         | Candidato                  | Voti                    | %                       |
| -------------------------- | ----------------------------------------------- | -------------------------- | ----------------------- | ----------------------- |
|                            | Lib Dem                                         | Paul Kohler                | 24 790                  | 45,09                   |
|                            | Conservatore                                    | Danielle Dunfield-Prayero  | 12 180                  | 22,15                   |
|                            | Laburista                                       | Eleanor Stringer           | 11 733                  | 21,34                   |
|                            | Reform UK                                       | Ben Cronin                 | 3 221                   | 5,86                    |
|                            | Verdi                                           | Rachel Brooks              | 2 442                   | 4,44                    |
|                            | Workers                                         | Aaron Mafi                 | 341                     | 0,62                    |
|                            | Indipendente                                    | Sarah Barber               | 129                     | 0,23                    |
|                            | Indipendente                                    | Amy Lynch                  | 80                      | 0,15                    |
|                            | Heritage                                        | Michael Watson             | 69                      | 0,13                    |
|                            |                                                 |                            |                         |                         |
| Iscritti                   | Iscritti                                        | Iscritti                   | 76 334                  | 100,00                  |
| ↳ Votanti (% su iscritti)  | ↳ Votanti (% su iscritti)                       | ↳ Votanti (% su iscritti)  | 54 985                  | 72,03                   |
| ↳ Astenuti (% su iscritti) | ↳ Astenuti (% su iscritti)                      | ↳ Astenuti (% su iscritti) | 21 349                  | 27,97                   |
|                            |                                                 |                            |                         |                         |
|                            | Esito: collegio passa da Conservatore a Lib Dem |                            |                         |                         |

### Elezioni negli anni 2010
| Partito                    | Partito                                   | Candidato                  | Risultati 12 dicembre 2019 | Risultati 12 dicembre 2019 |
| Partito                    | Partito                                   | Candidato                  | Voti                       | %                          |
| -------------------------- | ----------------------------------------- | -------------------------- | -------------------------- | -------------------------- |
|                            | Conservatore                              | Stephen Hammond            | 20 373                     | 38,42                      |
|                            | Lib Dem                                   | Paul Kohler                | 19 745                     | 37,24                      |
|                            | Laburista                                 | Jackie Schneider           | 12 543                     | 23,65                      |
|                            | Indipendente                              | Graham Hadley              | 366                        | 0,69                       |
|                            |                                           |                            |                            |                            |
| Iscritti                   | Iscritti                                  | Iscritti                   | 68 232                     | 100,00                     |
| ↳ Votanti (% su iscritti)  | ↳ Votanti (% su iscritti)                 | ↳ Votanti (% su iscritti)  | 53 027                     | 77,72                      |
| ↳ Astenuti (% su iscritti) | ↳ Astenuti (% su iscritti)                | ↳ Astenuti (% su iscritti) | 15 205                     | 22,28                      |
|                            |                                           |                            |                            |                            |
|                            | Esito: collegio confermato a Conservatore |                            |                            |                            |

| Partito                    | Partito                                   | Candidato                  | Risultati 8 giugno 2017 | Risultati 8 giugno 2017 |
| Partito                    | Partito                                   | Candidato                  | Voti                    | %                       |
| -------------------------- | ----------------------------------------- | -------------------------- | ----------------------- | ----------------------- |
|                            | Conservatore                              | Stephen Hammond            | 23 946                  | 46,47                   |
|                            | Laburista                                 | Imran Uddin                | 18 324                  | 35,56                   |
|                            | Lib Dem                                   | Carl Quilliam              | 7 472                   | 14,50                   |
|                            | Verdi                                     | Charles Barraball          | 1 231                   | 2,39                    |
|                            | UKIP                                      | Strachan McDonald          | 553                     | 1,07                    |
|                            |                                           |                            |                         |                         |
| Iscritti                   | Iscritti                                  | Iscritti                   | 66 780                  | 100,00                  |
| ↳ Votanti (% su iscritti)  | ↳ Votanti (% su iscritti)                 | ↳ Votanti (% su iscritti)  | 51 526                  | 77,16                   |
| ↳ Astenuti (% su iscritti) | ↳ Astenuti (% su iscritti)                | ↳ Astenuti (% su iscritti) | 15 254                  | 22,84                   |
|                            |                                           |                            |                         |                         |
|                            | Esito: collegio confermato a Conservatore |                            |                         |                         |

| Partito                    | Partito                                   | Candidato                  | Risultati 7 maggio 2015 | Risultati 7 maggio 2015 |
| Partito                    | Partito                                   | Candidato                  | Voti                    | %                       |
| -------------------------- | ----------------------------------------- | -------------------------- | ----------------------- | ----------------------- |
|                            | Conservatore                              | Stephen Hammond            | 25 225                  | 52,09                   |
|                            | Laburista                                 | Andrew Judge               | 12 606                  | 26,03                   |
|                            | Lib Dem                                   | Shas Sheehan               | 6 129                   | 12,66                   |
|                            | UKIP                                      | Peter Bucklitsch           | 2 476                   | 5,11                    |
|                            | Verdi                                     | Charles Barraball          | 1 986                   | 4,10                    |
|                            |                                           |                            |                         |                         |
| Iscritti                   | Iscritti                                  | Iscritti                   | 65 853                  | 100,00                  |
| ↳ Votanti (% su iscritti)  | ↳ Votanti (% su iscritti)                 | ↳ Votanti (% su iscritti)  | 48 422                  | 73,53                   |
| ↳ Astenuti (% su iscritti) | ↳ Astenuti (% su iscritti)                | ↳ Astenuti (% su iscritti) | 17 431                  | 26,47                   |
|                            |                                           |                            |                         |                         |
|                            | Esito: collegio confermato a Conservatore |                            |                         |                         |

| Partito                    | Partito                                   | Candidato                  | Risultati 6 maggio 2010 | Risultati 6 maggio 2010 |
| Partito                    | Partito                                   | Candidato                  | Voti                    | %                       |
| -------------------------- | ----------------------------------------- | -------------------------- | ----------------------- | ----------------------- |
|                            | Conservatore                              | Stephen Hammond            | 23 257                  | 49,07                   |
|                            | Lib Dem                                   | Shas Sheehan               | 11 849                  | 25,00                   |
|                            | Laburista                                 | Andrew Judge               | 10 550                  | 22,26                   |
|                            | UKIP                                      | Mark McAleer               | 914                     | 1,93                    |
|                            | Verdi                                     | Rajeev Thacker             | 590                     | 1,24                    |
|                            | Cristiano                                 | David Martin               | 235                     | 0,50                    |
|                            |                                           |                            |                         |                         |
| Iscritti                   | Iscritti                                  | Iscritti                   | 65 723                  | 100,00                  |
| ↳ Votanti (% su iscritti)  | ↳ Votanti (% su iscritti)                 | ↳ Votanti (% su iscritti)  | 47 395                  | 72,11                   |
| ↳ Astenuti (% su iscritti) | ↳ Astenuti (% su iscritti)                | ↳ Astenuti (% su iscritti) | 18 328                  | 27,89                   |
|                            |                                           |                            |                         |                         |
|                            | Esito: collegio confermato a Conservatore |                            |                         |                         |

### Elezioni negli anni 2000
| Partito                    | Partito                                           | Candidato                  | Risultati 5 maggio 2005 | Risultati 5 maggio 2005 |
| Partito                    | Partito                                           | Candidato                  | Voti                    | %                       |
| -------------------------- | ------------------------------------------------- | -------------------------- | ----------------------- | ----------------------- |
|                            | Conservatore                                      | Stephen Hammond            | 17 886                  | 41,21                   |
|                            | Laburista                                         | Roger Casale               | 15 585                  | 35,91                   |
|                            | Lib Dem                                           | Stephen M. Gee             | 7 868                   | 18,13                   |
|                            | Verdi                                             | Giles T.Barrow             | 1 374                   | 3,17                    |
|                            | UKIP                                              | Andrew T. Mills            | 408                     | 0,94                    |
|                            | Indipendente                                      | Christopher J. Coverdale   | 211                     | 0,49                    |
|                            | Tiger's Eye - the Party for Kids                  | Alastair P. Wilson         | 50                      | 0,12                    |
|                            | Rainbow Dream Ticket                              | George Weiss               | 22                      | 0,05                    |
|                            |                                                   |                            |                         |                         |
| Iscritti                   | Iscritti                                          | Iscritti                   | 63 696                  | 100,00                  |
| ↳ Votanti (% su iscritti)  | ↳ Votanti (% su iscritti)                         | ↳ Votanti (% su iscritti)  | 43 404                  | 68,14                   |
| ↳ Astenuti (% su iscritti) | ↳ Astenuti (% su iscritti)                        | ↳ Astenuti (% su iscritti) | 20 292                  | 31,86                   |
|                            |                                                   |                            |                         |                         |
|                            | Esito: collegio passa da Laburista a Conservatore |                            |                         |                         |

| Partito                    | Partito                                | Candidato                  | Risultati 7 giugno 2001 | Risultati 7 giugno 2001 |
| Partito                    | Partito                                | Candidato                  | Voti                    | %                       |
| -------------------------- | -------------------------------------- | -------------------------- | ----------------------- | ----------------------- |
|                            | Laburista                              | Roger Casale               | 18 806                  | 45,75                   |
|                            | Conservatore                           | Stephen Hammond            | 15 062                  | 36,64                   |
|                            | Lib Dem                                | Martin D. Pierce           | 5 341                   | 12,99                   |
|                            | Verdi                                  | Rajeev K. Thacker          | 1 007                   | 2,45                    |
|                            | Popoli Cristiani                       | Roger E. Glencross         | 479                     | 1,17                    |
|                            | UKIP                                   | Mariana Bell               | 414                     | 1,01                    |
|                            |                                        |                            |                         |                         |
| Iscritti                   | Iscritti                               | Iscritti                   | 63 930                  | 100,00                  |
| ↳ Votanti (% su iscritti)  | ↳ Votanti (% su iscritti)              | ↳ Votanti (% su iscritti)  | 41 109                  | 64,30                   |
| ↳ Astenuti (% su iscritti) | ↳ Astenuti (% su iscritti)             | ↳ Astenuti (% su iscritti) | 22 821                  | 35,70                   |
|                            |                                        |                            |                         |                         |
|                            | Esito: collegio confermato a Laburista |                            |                         |                         |

## Risultati dei referendum

### Referendum sulla permanenza del Regno Unito nell'Unione europea del 2016
|             | Collegio    | Lasciare UE % | Rimanere in UE % |
| ----------- | ----------- | ------------- | ---------------- |
|             | Wimbledon   | 29,4%         | 70,6%            |
|             | Inghilterra | 53,3%         | 46,7%            |
| Regno Unito | 51,9%       | 48,1%         |                  |